# أتيليلو أنيشتا
أتيليلو أنيشتا (بالإسبانية: Atilio Ancheta)‏ (مواليد 19 يوليو 1948) هو لاعب كرة قدم. يلعب مع منتخب الأوروغواي لكرة القدم. سبق له أن لعب في كأس العالم لكرة القدم مع منتخب بلاده.

## الروابط الخارجية
- أتيليلو أنيشتا على موقع الاتحاد الدولي (مؤرشف)  (الإنجليزية)
- أتيليلو أنيشتا على موقع قاعدة بيانات كرة القدم.إي يو (الإنجليزية)
- أتيليلو أنيشتا على موقع ناشيونال فوتبول تيمز (الإنجليزية)
- أتيليلو أنيشتا على موقع عالم كرة القدم.نت (الإنجليزية)